# 陳海沫
陳 海沫（ちん はいも、1979年2月13日 - ）は、中国・上海出身のプロバスケットボール選手である。193cm、80kg。ポジションはスモールフォワード。

## 来歴
上海市南洋模范中学校に在学中の14歳の時にバスケットボールを始める。
北陸高校でのバスケ留学のために来日、後に大東文化大学に進学し、全国大会で活躍。
卒業後は日本クラブバスケットボール連盟の鹿児島教員クラブでプレー。
2004年6月16日付けで日本国籍を取得。
同年、オーエスジーフェニックス（現、三遠ネオフェニックス）に日本人選手として入団。チームの主力として活躍し、オールスターのメンバーにも選ばれている。
2008-2009年シーズンは浜松のエクシパンションドラフトにおけるプロテクトを受け、bjリーグの浜松・東三河フェニックスの一員としてプレーすることが決まった。日本国籍保有ながらbjリーグ初の中国出身選手となる。(チームメイトには中国出身の孫明明も在籍している)
2008-2009年シーズンオフ、大阪エヴェッサに移籍。
2010年オフ、ライジング福岡に移籍。